# Ricardo Cavalcante Mendes
Ricardo Cavalcante Mendes (n. 4 septembrie 1989, São Paulo), cunoscut ca Ricardinho, este un fotbalist brazilian care în prezent evoluează la clubul FC Tosno pe postul de mijlocaș.

## Cariera
Din 2007 până în 2010 Ricardinho a jucat la cluburile braziliene Santo André și Mogi Mirim.

### Górnik Łęczna
În februarie 2011, el a fost împrumutat la echipa poloneză Górnik Łęczna pentru jumătate de an.

### Sheriff Tiraspol
În iulie 2013, Ricardinho a fost transferat la Sheriff Tiraspol, contra sumei de 350.000 de euro. În prima parte a sezonului 2014–2015 al Diviziei Națională, Ricardinho a marcat 11 goluri în 14 meciuri, dar din cauza retragerii echipelor Veris Chișinău și FC Costuleni din campionat, golurile sale contra acestor echipe au fost anulate și drept urmare i-au fost „șterse” 2 goluri din totalul celor înscrise.

## Palmares
Sheriff Tiraspol
- Divizia Națională: 2013–14

Locul 3: 2014-2015
- Cupa Moldovei: 2013–14
- Supercupa Moldovei: 2013–14

Finalist: 2014-2015
Individual
- Golgheter Divizia Națională: 2014-2015